# Brandenburgisches Klosterbuch
Das Brandenburgische Klosterbuch ist ein Lexikon über alle bekannten mittelalterlichen Klöster und Stifte in Brandenburg.

## Entstehung
Das Brandenburgische Klosterbuch entstand unter der Leitung von Klaus Neitmann vom Brandenburgischen Landeshauptarchiv und Winfried Schich vom damaligen Lehrstuhl für Brandenburgische Landesgeschichte an der Humboldt-Universität als DFG-Projekt in Zusammenarbeit mit der Universität Potsdam. Als Autoren konnten verschiedene Fachhistoriker gewonnen werden, darunter Christian Gahlbeck mit 23 Artikeln.

## Inhalt
Das Brandenburgische Klosterbuch enthält Artikel über alle bekannten mittelalterlichen Klöster und Stifte in der mittelalterlichen Mark Brandenburg, einschließlich der Altmark (jetzt in Sachsen-Anhalt) und der Neumark (jetzt in Polen), sowie in der Niederlausitz und in den östlichen Gebieten des Erzstifts Magdeburg, die jetzt zum Bundesland Brandenburg gehören.
Jeder Artikel wurde von einem Fachhistoriker unter Verwendung der Fachliteratur und historischer Quellen sorgfältig nach dem neuesten wissenschaftlichen Forschungsstand erstellt.
Sie sind in verschiedene standardisierte Kapitel zur Geschichte, zum Besitz, zu den bekannten Personen, mit einem umfassenden Quellen- und Literaturverzeichnis erstellt.
Das Brandenburgische Klosterbuch ist das wichtigste Nachschlagewerk über Klöster und Stifte in Brandenburg.

## Ausgaben
- Heinz-Dieter Heimann, Klaus Neitmann, Winfried Schich, mit Martin Bauch, Ellen Franke, Christian Gahlbeck und Christian Popp (Hrsg.): Brandenburgisches Klosterbuch. Handbuch der Klöster, Stifte und Kommenden bis zur Mitte des 16. Jahrhunderts (= Brandenburgische historische Studien, Band 14). 2 Bände. Be.bra-Wissenschaft-Verlag, Berlin 2007, ISBN 978-3-937233-26-0. 1484 Seiten mit 458 Abbildungen
- Unveränderte Neuauflage 2009